# 拉彭兰塔
拉彭兰塔（芬蘭語：Lappeenranta），是芬兰南卡累利阿区的城市及该区首府，位于芬兰最大的湖泊塞马湖南岸和俄罗斯边界之间。该市人口数量为72921（2018年9月），在芬兰市镇排名第13。2018年时拉彭兰塔的面积为1723.56平方公里，其中陆地面积为1433.47平方公里，其余的290.09平方公里为水域面积。

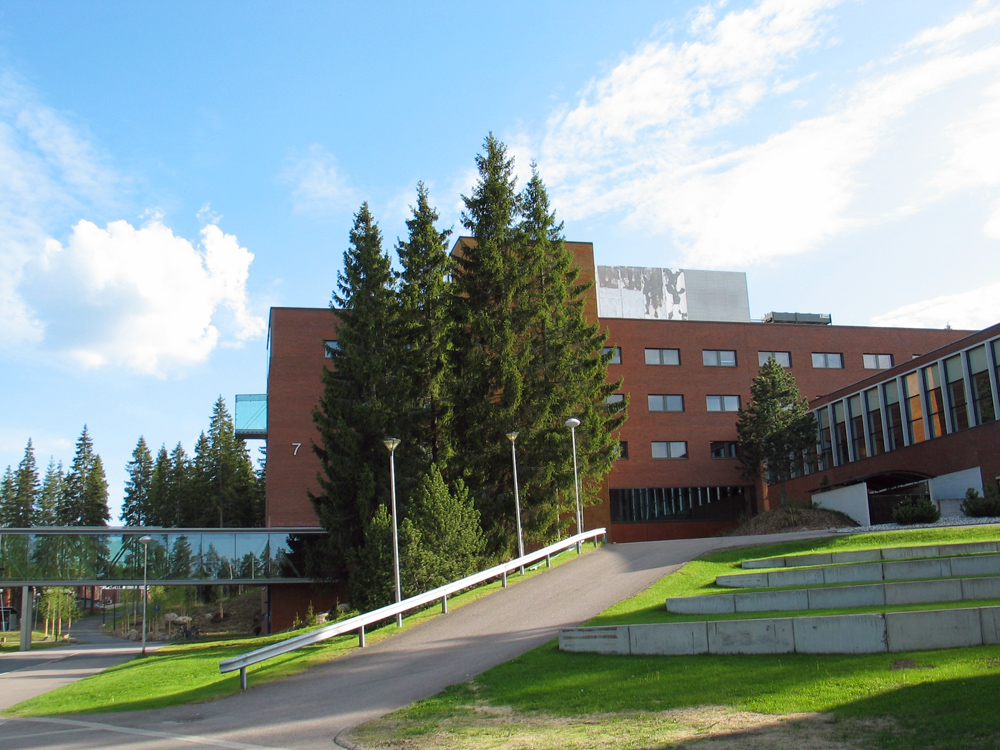
拉彭兰塔理工大学

拉彭兰塔理工大学位于该市市区以西，距离市中心约8公里。